# Albert Lück

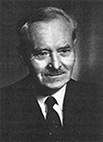
Albert Lück

Albert Lück (* 20. Oktober 1887 in Wilmersdorf; † 17. Februar 1974 in Zürich) war ein deutscher Bauunternehmer, der in der Schweiz, vor allem im Kanton Zürich, zahlreiche prominente Bauten erstellte, und Gründer der Albert-Lück-Stiftung, welche Bauforschung an der ETH Zürich fördert.

## Leben
Lück floh zu Beginn der 1930er-Jahre als Sozialdemokrat vor den Nationalsozialisten in die Schweiz. In Zürich, wo er später das Bürgerrecht erhielt, gründete er 1934 die Bau-Aktiengesellschaft für Hoch- und Tiefbau Zürich, kurz BAU AG, die zeitweise bis zu 380 Angestellte beschäftigte und die bauliche Entwicklung im Kanton Zürich bis zur Wirtschaftskrise der 1970er-Jahre massgeblich mitprägte.
Er arbeitete unter anderem mit dem Architekten Karl Beer zusammen, der ebenfalls aus Deutschland in die Schweiz übergesiedelt war, sowie mit den Unternehmern Hans Robert Jenny und Bruno Stefanini, die sich ähnlichen Zielen verschrieben und mit Lück 1955 den Schweizerischen Immobilien-Anlagefonds Immofonds als einen der ersten Immobilienfonds der Schweiz gründeten. Lück setzte sich zudem mit einer 1951 gegründeten Altersparkasse, mit Fürsorgefonds, Erfolgsbeteiligungen und Mitsprache im Betriebsausschuss für das Wohl seiner Mitarbeiter ein.
Lück betrieb auch selber Bauforschung und tüftelte an mehreren bautechnischen Erfindungen wie Deckenstrahlern oder Vibrosteinen, die bei mehreren seiner Bauten zur Verwendung kamen. Insofern weist er Parallelen zum Bauunternehmer Ernst Göhner auf, der sich in der Weiterentwicklung des Plattenbaus engagierte. 1957 gründete er die Albert-Lück-Stiftung, welche sich der Förderung der Bauforschung widmet.

## Bauten
In der Zwischenkriegszeit herrschte in der Schweiz, insbesondere in den grösseren Städten wie Zürich, grosse Wohnungsnot. Als sozial denkender Unternehmer, der sich an Ernst Abbe orientierte, förderte Albert Lück den sozialen Wohnungsbau für eine breitere Bevölkerungsschicht, indem er Hunderte von Ein- und Mehrfamilienhäusern in der ganzen Schweiz baute, die über wenig Komfort verfügten, dafür aber günstig vermietet werden konnten. Neben dem Wohnungsbau erhielt Albert Lück auch wichtige Aufträge für die öffentliche Hand. Häufig führte er Pläne von Albert Heinrich Steiner aus, der 1943–1957 in Zürich als Stadtbaumeister und danach als Professor für Architektur an der ETH amtierte. Bekannte Beispiele für bautechnisch schwierige und sehr unterschiedliche Projekte sind:
- der Sitz der Weltwoche mit einer Skulptur von Aristide Maillol, 1950.
- die ersten Zürcher Hochhäuser am Letzigraben, 1951/52.
- die Silos für die Holderbank-Zementwerke, heute LafargeHolcim, in Untervaz, 1957/58.
- der 51 Meter hohe Sendeturm Felsenegg, der als Schaltzentrale für nationale und internationale Verbindungen diente, 1959–1963.
- die katholische Kirche St. Peter in Rümlang, die an Le Corbusiers Notre-Dame-du-Haut angelehnt ist, 1969–1970.
- das Südportal des Milchbucktunnels, 1979–1983
- Die grösste Aufgabe war jedoch der Bau der Gebäude für die Physik, die Molekularbiologie und die Infrastruktur des Standorts Hönggerberg der ETH Zürich (Science City), die sich über die Jahre von 1961 bis 1984 erstreckte.

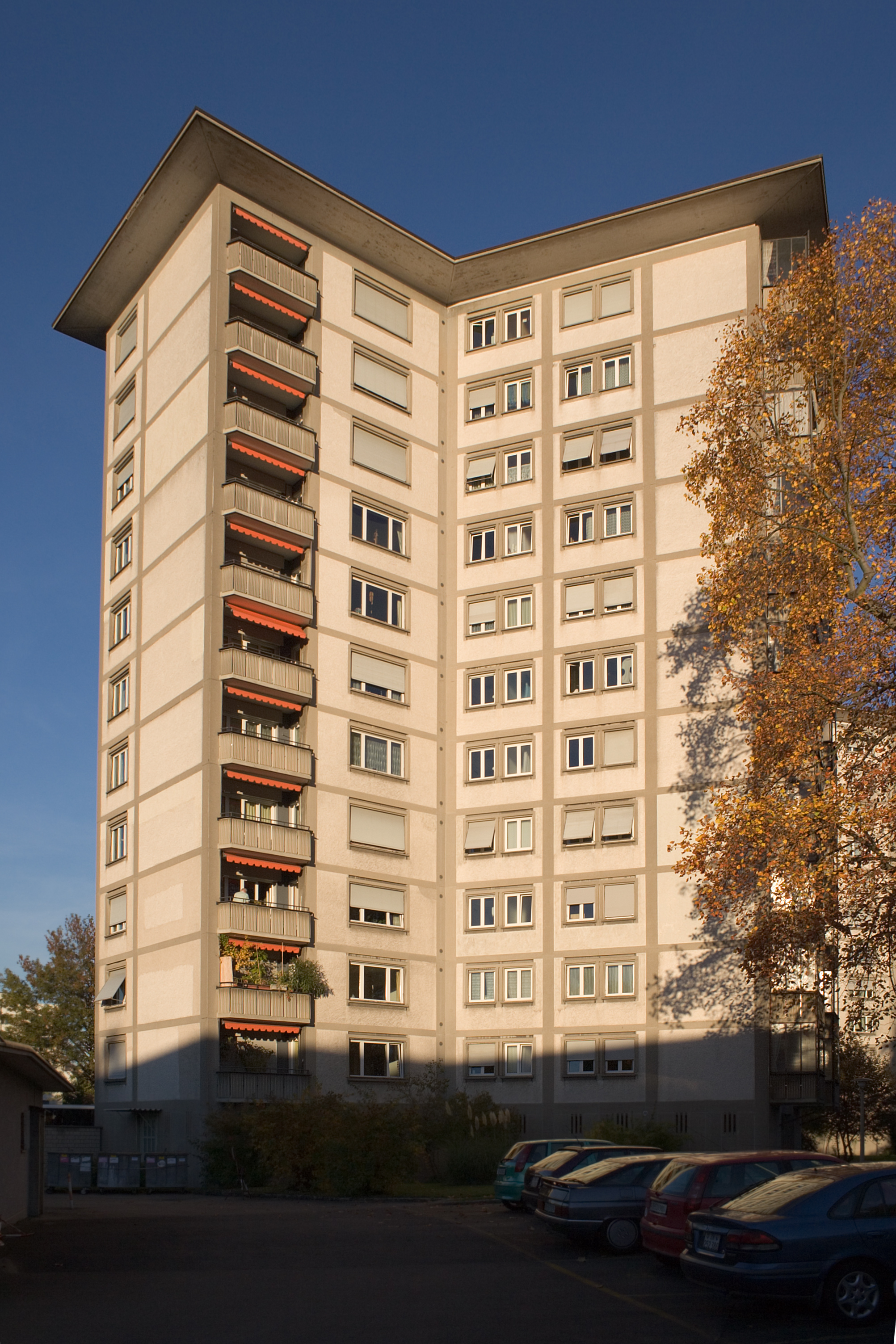
Hochhaus am Letzigraben
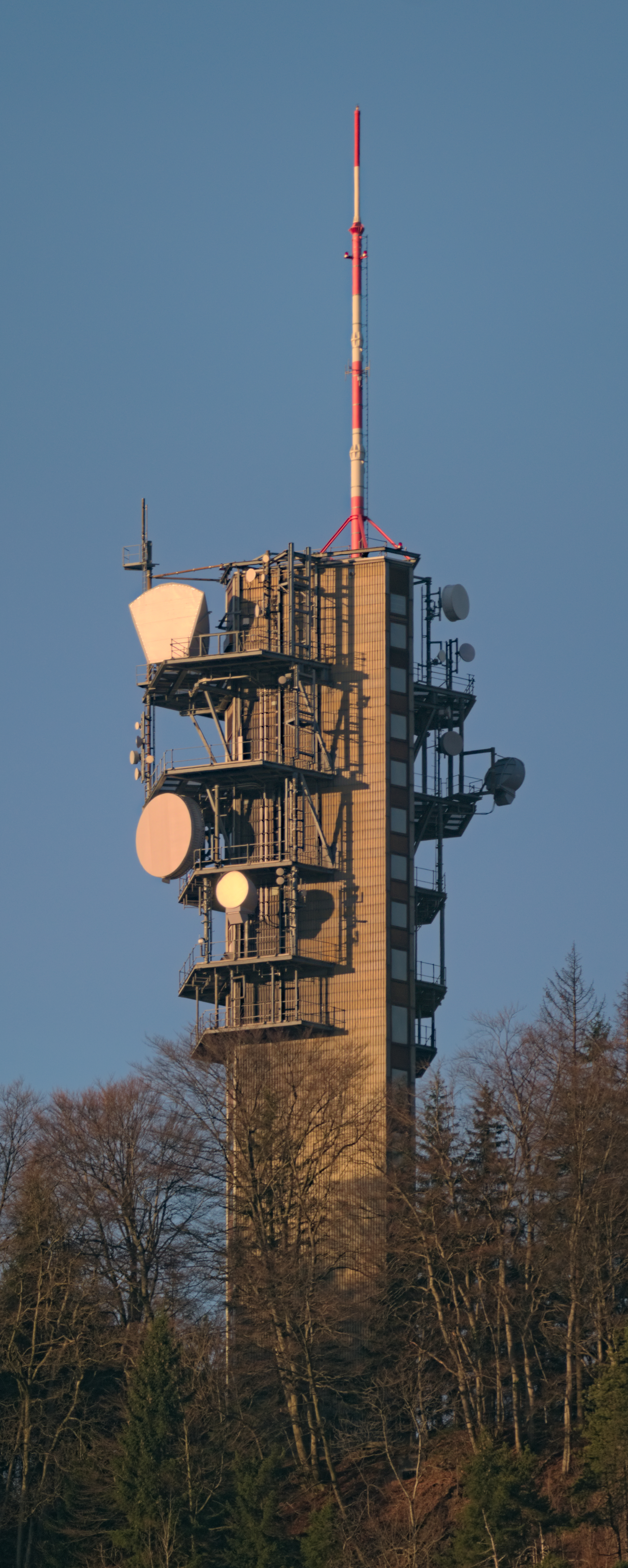
Sendeturm Felsenegg
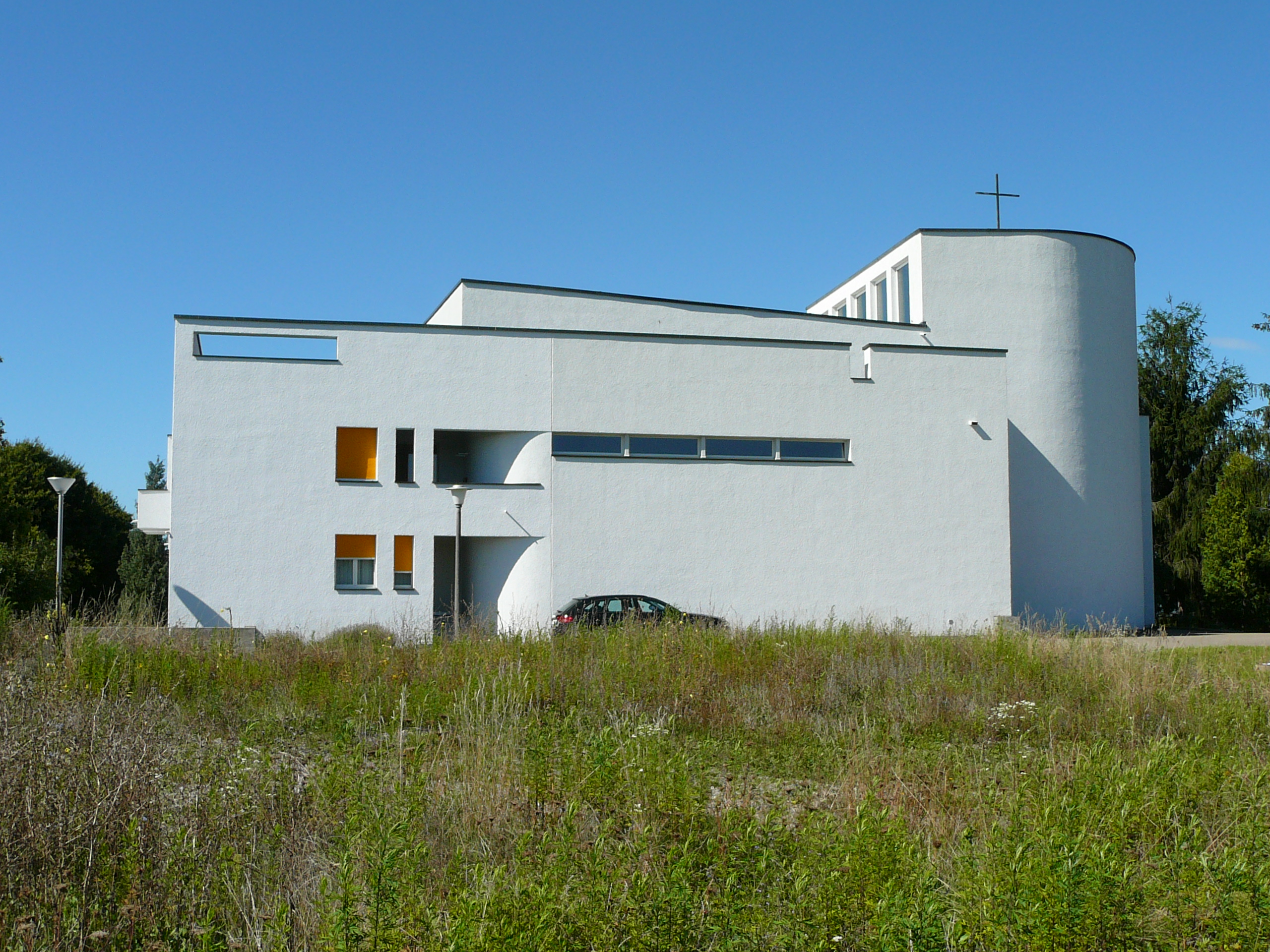
Kirche St. Peter in Rümlang
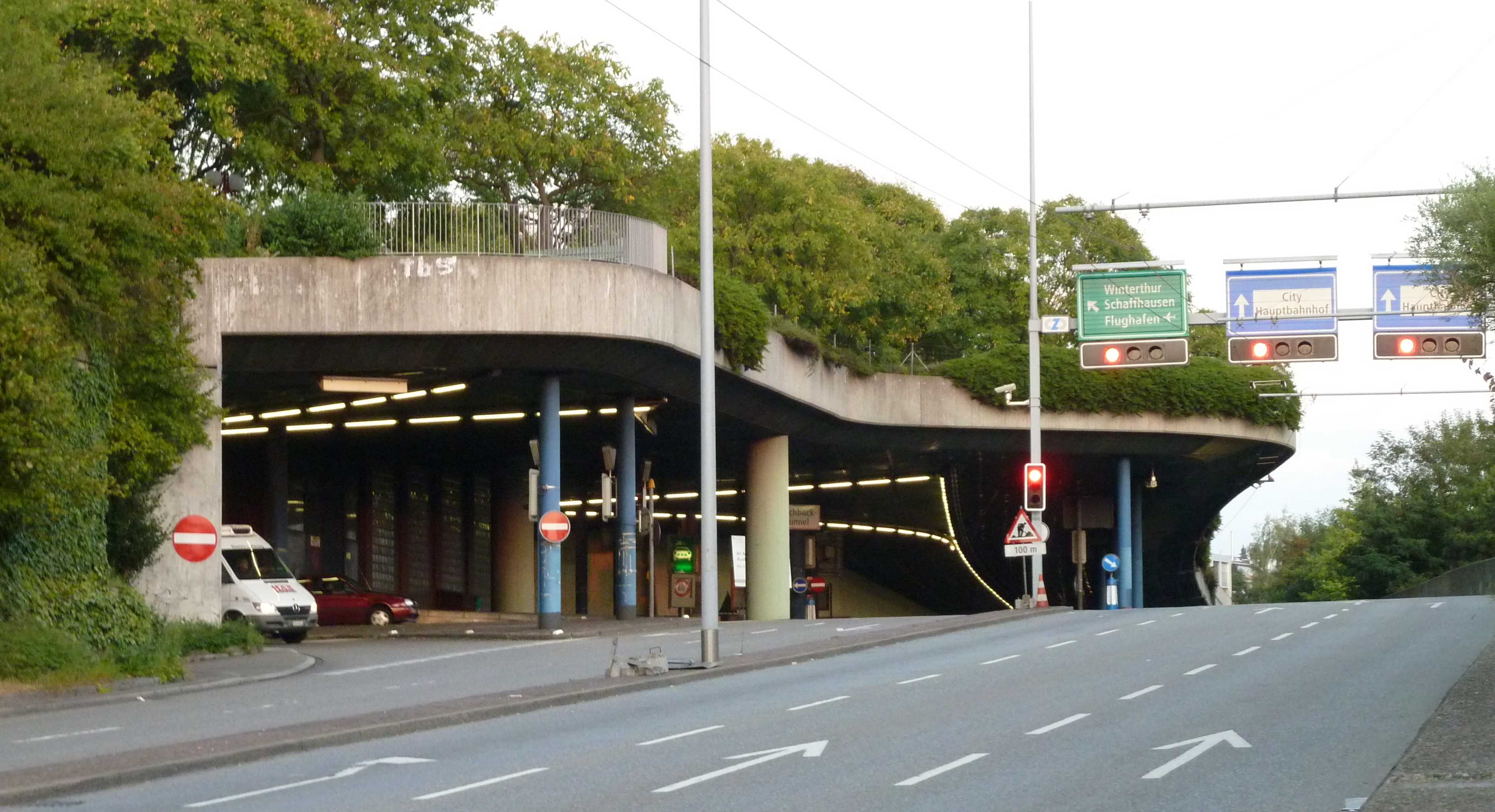
Milchbucktunnel Südportal
Luftaufnahme ETH Hönggerberg

## Stiftung
Die von Lück 1957 gegründete Albert-Lück-Stiftung hatte zum Zweck, die Wohlfahrt der Angestellten sowie Lehre und Forschung im Bauwesen zu fördern. 1997 wurde die Bau AG liquidiert und ein Teil des in der Bau AG vorhandenen Liegenschaftsportfolios in die Albert-Lück-Stiftung transferiert. Diese wiesen per Ende 2015 einen Marktwert von über 100 Millionen Franken aus und bilden das finanzielle Rückgrat der Stiftung. Seit der Liquidation des Baugeschäfts konzentriert sie sich auf das zweite Ziel, die Forschung im Bauwesen zu fördern.
Seit 2007 unterstützte die Stiftung mehrere Projekte an der ETH mit jährlich bis zu 1 Million Franken. Die aktuellen Förderprogramme enthalten die Professur für «Systeme in der Siedlungswasserwirtschaft» zur Nachhaltigkeit städtischer Wasserversorgung und Abwasserentsorgung von Max Maurer in Zusammenarbeit mit der EAWAG und die Professur «Strukturmechanik» von Eleni Chatzi, die sich schwerpunktmässig mit der Kosteneffizienz neuer Bauwerke sowie geeigneter Erhaltungs- und Instandsetzungspläne für entstehende Strukturen befasst. 2011–2014 finanzierte die Albert-Lück-Stiftung zudem die interdisziplinäre Studie «Stock an Flows» im Institut für Denkmalpflege und Bauforschung (IDB) am Departement Architektur (D-ARCH) der ETH Zürich unter der Leitung von Uta Hassler zur langfristigen Werterhaltung von Gebäudebeständen.
Für die Verdienste von Albert Lück und seiner Stiftung wurde ihm auf dem Campus Hönggerberg der ETH der Hörsaal E1 im Gebäude HIL des Departements Bau, Umwelt und Geomatik (D-BAUG) gewidmet. Im November 2017 fand eine Jubiläumsfeier zum 130. Geburtstag Albert Lücks und dem 60. Jahrestag der Stiftungsgründung in Anwesenheit von ETH-Präsident Lino Guzzella statt, der über die Bedeutung von Drittmitteln für die Forschung an der ETH referierte.